# Прорвинське нафтогазоконденсатне родовище
Прорвинське нафтогазоконденсатне родовище — розташоване за 170 км від міста Гур'єв у Казахстані.
Включає 16 покладів: шість нафтових, шість нафтогазоконденсатних і одне нафтогазове родовище. Потужність продуктивних пластів 8…35 м.